# Eugeniusz Pławski

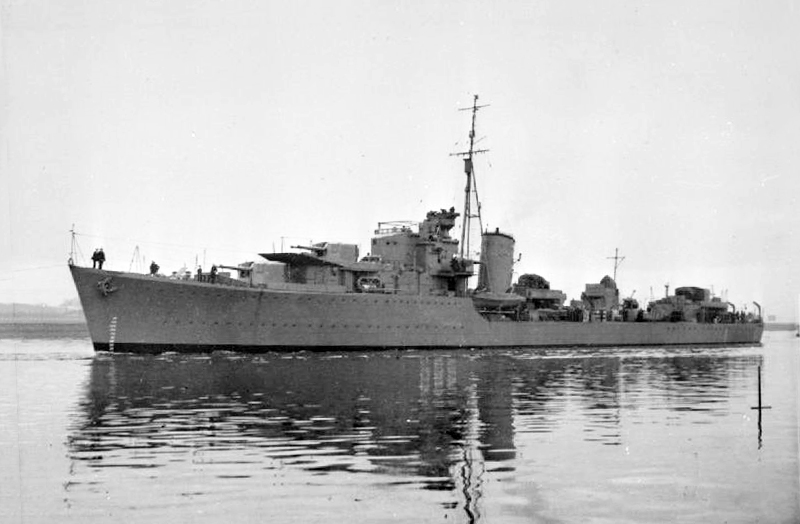
ORP Piorun

Eugeniusz Pławski (né le 26 mars 1895 à Novorossiïsk - mort le 23 mai 1972 à Vancouver) est un officier de marine polonais, commandant de l'ORP Piorun pendant la poursuite du Bismarck.

## Biographie

### Jeunesse et formation
Eugeniusz Józef Stanisław Pławski est né le 26 mars 1895 à Novorossiïsk, il est le fils d'Aleksander, général de brigade dans l'armée impériale russe. Eugeniusz termine le corps des cadets de Khabarovsk puis le corps des cadets de la Marine à Saint-Petersbourg. Il est diplômé de l'école d'aviation de Sébastopol et de l'École de Navigation Sous-Marine de Toulon.

### Première Guerre mondiale
Il commence sa carrière en 1914 en tant que mitchman (aspirant) dans la flotte de la mer Noire où il passe toute la guerre dans les opérations contre la Turquie, la Bulgarie et l'Allemagne. Il devient officier de veille sur le destroyer Derzkiy (ru), dès 1916 il sert d'aide de camp du commandant de la 2e flottille de destroyers, puis il remplit la même fonction dans la brigade de torpilleurs et de défense anti-sous-marine. En 1917 il est désigné officier de navigation sur le destroyer Gnevniy (ru). Pendant la révolution d’Octobre il est choisi comme commandant, par l'équipage du destroyer Zorkiy. Au cours de son service dans la flotte de la mer Noire Pławski est membre de l'association de militaires polonais dans l'empire russe.

### Entre-deux-guerres
Après la renaissance de la Pologne indépendante il arrive à Varsovie; il est admis dans la Marine Polonaise avec le grade d'enseigne. En 1919 il occupe le poste d'officier d'opérations dans le port de guerre fluvial de Modlin. Ensuite il sert dans le bataillon maritime avec lequel il participe à la libération de la Poméranie orientale. Lors du mariage de la Pologne à la mer Baltique, il donne l'ordre de hisser le pavillon polonais, en 1920 il devient le commandant de la base navale de Puck puis de la base de Gdynia. À partir de 1924 il commande les navires suivants : les dragueurs de mines ORP Czajka et ORP Mewa et la canonnière ORP Generał Haller. En 1927 il est désigné directeur scientifique à l'École des spécialistes de la Marine de guerre. Dans les années 1928 - 1931 il dirige l'École polonaise de navigation sous-marine en France, en 1931 il prend le commandement du sous-marin ORP Żbik. Dans les années 1932 - 1936 il est commandant de la flottille de sous-marins. En 1936 il est transféré au commandement de la Marine de guerre. En 1939 il arrive en France avec une mission militaire pour demander l'aide de la France en cas d'agression de la Pologne par le Troisième Reich.

### Seconde Guerre mondiale
Au moment du déclenchement de la guerre, Pławski qui se trouve en France essaie de former un convoi d'aide pour la Pologne. Ensuite il est envoyé à Londres et mis à la disposition de l'attaché naval. En 1940 il prend le commandement du torpilleur français Ouragan passé sous pavillon polonais le 18 juillet 1940. Le 24 octobre de la même année Pławski devient commandant de l'ORP Piorun avec lequel il escorte les convois en Atlantique et Méditerranée. Lors de la poursuite du cuirassé allemand Bismarck, le 26 mai 1941 il trouve et engage le navire ennemi,. Dans les années 1941 - 1943 il remplit la fonction d'attaché militaire en Suède. Le 15 mai 1943 il prend le commandement du croiseur ORP Dragon. En 1944 il devient chef d'état-major de la Marine de guerre. Un an plus tard il devient chef de l'inspectorat de la Marine de Guerre.

### Après la guerre
Après la dissolution de l'Armée polonaise de l'Ouest Eugeniusz Pławski transmet le pavillon et l'étendard de la Marine de guerre à l'Institut Sikorski (en) à Londres. Il organise une aide mutuelle de la marine de guerre dans le but de fournir un soutien aux marins qui ne voulaient pas revenir en Pologne. Dès 1947 à 1948 il dirige un camp de transit à Okehampton. En 1948 il s'installe au Canada où il travaille dans une ferme puis dans une scierie. Dans les années 1952 - 1971 il occupe le poste d'interprète du gouvernement du Canada.
Eugeniusz Pławski s'éteint le 23 mai 1972 à Vancouver, il est inhumé au cimetière The Gardens of Gethsemani. Le 16 juin 2004 les cendres du komandor Pławski ont été rapatriées en Pologne par son fils Jerzy et enterrées au cimetière de la Marine de guerre à Gdynia. Les mémoires d'Eugeniusz Pławski ont été édités en 2003 sous le titre Fala za falą.

## Promotions militaires
| aspirant (Мичман)                                           | 1914 (Empire russe) |
| enseigne de vaisseau de première classe (Капитан-лейтенант) | 1917 (Empire russe) |
| enseigne de vaisseau de première classe (porucznik)         | 1918 (Pologne)      |
| lieutenant de vaisseau (kapitan)                            | 1921 (Pologne)      |
| capitaine de corvette (komandor podporucznik)               | 1931 (Pologne)      |
| capitaine de frégate (komandor porucznik)                   | 1935 (Pologne)      |
| capitaine de vaisseau (komandor)                            | 1942 (Pologne)      |

## Décorations
- Croix de la Valeur polonaise (deux fois)[3]
- Croix d'or du Mérite (Złoty Krzyż Zasługi) (deux fois)[3]
- Médaille maritime (Medal Morski) (deux fois)[3]
- Chevalier de 1re classe de l'ordre de Dannebrog[3]
- Chevalier de la Légion d'honneur[3]
- Commandeur de l'ordre de Vasa[3]
- Distinguished Service Cross (Royaume-Uni)[4]